# Godofredo de Trani
Godofredo de Trani (Trani, ca. 1200-Lyon, 11 de abril de 1245) fue un canonista y cardenal italiano de la Iglesia católica.

## Vida
Godofredo estudió en Bolonia con Azo. Fue profesor de Derecho en Nápoles y Bolonia y ejerció en 1240 como auditor, es decir, como juez, en la curia romana. El papa Inocencio IV le nombró el 28 de mayo de 1244 cardenal de la Iglesia de San Adrián al Foro, y como tal firmó documentos papales desde el 23 de enero al 3 de abril de 1245.
Su obra principal es la Summa super rubricis decretalium, también designada como Summa titulorum decretalium o Summa super titulis decretalium. Surgió entre el final de 1241 y la mitad de 1243. Se trata de un manual sobre la colección de Decretales encargada por Gregorio IX, que son conocidas generalmente como Liber Extra.
El manual de Godofredo es destacable por su lenguaje claro y comprensible, su orientación a cuestiones prácticas de los religiosos así como su clara resolución de cuestiones disputadas. Por ello tuvo una amplia difusión y gozó de gran influencia, especialmente entre los miembros de la curia romana. 

## Obra
- Apparatus glossarum in Decretales Gregorii IX.
- Summa super rubricis decretalium. Manuscrito del siglo XIV.
  - Copia de un manuscrito escrito ca. 1250 en París: http://urn.kb.se/resolve?urn=urn:nbn:se:alvin:portal:record-14713
  - Edición moderna: Gottofredo da Trani (Goffredus Tranensis): Summa super titulis decretalium. Nueva impresión de la edición de Lyon 1519. Aalen: Scientia 1968.